# コッレレット・カステルヌオーヴォ
コッレレット・カステルヌオーヴォ（伊: Colleretto Castelnuovo）は、イタリア共和国ピエモンテ州トリノ県にある、人口約300人の基礎自治体（コムーネ）。

## 地理

### 位置・広がり

#### 隣接コムーネ
隣接するコムーネは以下の通り。
- ボルジャッロ
- カステッラモンテ
- カステルヌオーヴォ・ニグラ
- チンターノ

## 行政

### 分離集落
コッレレット・カステルヌオーヴォには、以下の分離集落（フラツィオーネ）がある。
- Castelletto, Cervera, Santa Elisabetta